# ABCD (sång)
"ABCD" är en låt som framfördes av Dan Tillberg i den svenska Melodifestivalen 1986. Bidraget som skrevs av Svante Persson, Dan Tillberg och Ingela 'Pling' Forsman var inte ett av de 5 bidrag som kvalificerade sig till finalen.
Låten låg på Svensktoppen i en vecka, på 10:e plats den 6 april 1986 .